# European Fashion Award FASH
Der European Fashion Award FASH ist ein Nachwuchspreis der Modebranche. Er wird jährlich im Rahmen der Berlin Fashion Week von der gemeinnützigen Stiftung der Deutschen Bekleidungsindustrie (SDBI) vergeben und zählt zu den international bedeutendsten Förderpreisen für Modestudierende.
Die Auszeichnung wird in den Kategorien „Studierende“ und „Abschlussarbeiten“ verliehen. In beiden Kategorien ist der 1. Preis mit 2.500 Euro, der 2. Preis mit 1.500 Euro und der 3. Preis 1.000 Euro dotiert. Die Jury kann außerdem Anerkennungen vergeben.

## Preisträger
| Jahr | Preisträger (1. Preis)                                         |
| ---- | -------------------------------------------------------------- |
| 2006 | Bianca Koczan                                                  |
| 2007 | Mi-kyong Yeom                                                  |
| 2008 | Melanie Gros                                                   |
| 2009 | Marianne Musek (Kategorie Abschlussarbeiten)                   |
| 2009 | Marcel Lunkwitz und Julia Müller (Kategorie Studierende)       |
| 2010 | Michael Court                                                  |
| 2011 | Annika Tutsch (Kategorie Abschlussarbeiten)                    |
| 2011 | Stephanie Höcker (Kategorie Studierende)                       |
| 2012 | Kristina Mora und Alexander Brenk                              |
| 2013 | Tanja Schmidt und Philip Rudzinski                             |
| 2014 | Danny Reinke (Kategorie Abschlussarbeiten)                     |
| 2014 | Anna Schröder (Kategorie Studierende)                          |
| 2015 | Ulf Michael Brauner (Kategorie Abschlussarbeiten)              |
| 2015 | Julia Kleeblatt (Kategorie Studierende)                        |
| 2016 | Katharina Buczek (Kategorie Abschlussarbeiten)                 |
| 2016 | Flora Sophie Taubner und Lars Dittrich (Kategorie Studierende) |
| 2017 | Sonja Litichevskaya (Kategorie Abschlussarbeiten)              |
| 2017 | Hannah Kliewer (Kategorie Studierende)                         |
| 2018 | Maria Presser (Kategorie Abschlussarbeiten)                    |
| 2018 | Annika Klaas (Kategorie Studierende)                           |
| 2019 | Elisa Paulina Herrmann (Kategorie Master)                      |
| 2019 | Katharina Heinze (Kategorie Bachelor)                          |
| 2019 | Ecehan Altikardes (Kategorie Studierende)                      |
| 2019 | Jakob Tillmann (Sonderpreis Modefotografie)                    |
| 2020 | Aylin Tomta (Kategorie Master)                                 |
| 2020 | Helena Wieser (Kategorie Bachelor)                             |
| 2020 | Lars Witkowski (Kategorie Studierende)                         |
| 2021 | Carla Renée Loose (Kategorie Master)                           |
| 2021 | Erato Fotopoulos (Kategorie Bachelor)                          |
| 2021 | Margarita Rozhkova (Kategorie Studierende)                     |
| 2022 | Idan Yoav (1. Preis Kategorie Bachelor)                        |
| 2022 | Lihi Mendel (2. Preis Kategorie Bachelor)                      |
| 2022 | Viola Schmidt (Kategorie Studierende)                          |